# FanTastic
FanTastic er debutalbummet fra den danske eurodance-gruppe Toy-Box. Det blev udgivet i 1999. Toy-Box hittede med singlerne "Tarzan & Jane" og "Best Friend" i store dele af Europa. Albummet solgte over 75.000 eksemplarer i Danmark, og 500.000 eksemplarer på verdensplan.
Albummet var hovedsageligt produceret af Per Holm (også kendt som Golden Child) fra Cut'N'Move.

## Spor
| #   | Titel                       | Sangskriver(e)                                                      | Producer(e)              | Længde |
| --- | --------------------------- | ------------------------------------------------------------------- | ------------------------ | ------ |
| 1.  | "Toy-Box Pictures Presents" | Golden Child                                                        | Golden Child             | 0:38   |
| 2.  | "The Sailor-Song"           | Kasper Manniche, Golden Child, Toy-Box                              | Golden Child             | 3:04   |
| 3.  | "Best Friend"               | Toy-Box, Golden Child                                               | Golden Child             | 3:28   |
| 4.  | "Tarzan & Jane"             | Golden Child, Toy-Box                                               | Golden Child             | 3:04   |
| 5.  | "E.T."                      | Toy-Box, Golden Child                                               | Golden Child             | 3:40   |
| 6.  | "Teddybear"                 | Golden Child, Toy-Box                                               | Golden Child             | 4:14   |
| 7.  | "Super-Duper-Man"           | Golden Child, Toy-Box                                               | Golden Child             | 3:17   |
| 8.  | "I Believe in You"          | Toy-Box, Dean 'N, Golden Child                                      | Dean 'N                  | 3:29   |
| 9.  | "Earth, Wind, Water & Fire" | Toy-Box, Golden Child, Soul Poets                                   | Soul Poets, Golden Child | 3:36   |
| 10. | "What About"                | Toy-Box, Dean 'N                                                    | Dean 'N                  | 3:40   |
| 11. | "Eenie, Meenie, Miney, Mo"  | Toy-Box, Lasse Eckstrøm, Golden Child, Ali Movasat, Brandon Kirkham | Golden Child             | 3:17   |
| 12. | "A Thing Called Love"       | Toy-Box, Dean 'N                                                    | Dean 'N                  | 3:16   |
| 13. | "Sayonara (Goodbye)"        | Toy-Box, Golden Child                                               | Golden Child             | 3:25   |

| 14. | "So Merry Christmas Everyone" (X-MAS Bonus) |  | Multiman | 3:52 |

| 14. | "Tarzan & Jane" (maxi version)                      | 4:08 |
| 15. | "Best Friend" (The Pokerboys Toy-Mix short version) | 3:10 |
| 16. | "Tarzan & Jane" (club version)                      | 4:11 |
| 17. | "Best Friend" (Elephant & Castle mix)               | 5:05 |